# Coelaenomenodera nigripes
Coelaenomenodera nigripes es un coleóptero de la familia Chrysomelidae.
Fue descrita científicamente en 1911 por Weise.